# Rubus euryanthemus
Rubus euryanthemus är en rosväxtart som beskrevs av William Charles Richard Watson. Enligt Catalogue of Life ingår Rubus euryanthemus i släktet rubusar och familjen rosväxter, men enligt Dyntaxa är tillhörigheten istället släktet rubusar och familjen rosväxter. Arten har ej påträffats i Sverige. Inga underarter finns listade i Catalogue of Life.